# Arthur Gore
Arthur William Charles Wentworth Gore (2. januar 1868 i Lyndhurst, England – 1. december 1928 i Kensington, England) var en tennisspiller fra Storbritannien. Gore vandt to OL-guldmedaljer ved de olympiske lege i 1908 i London, hvor han sejrede i både herresingle og herredouble (sammen med Herbert Barrett) i den indendørs tennisturnering. Han vandt endvidere fire Wimbledon-titler, heraf tre i herresingle i 1901, 1908 og 1909, og med sejren som 41-årig i 1909 er han stadig indehaver af rekorden som den ældste vinder af Wimbledon-mesterskabernes herresingletitel. Tre år senere nåede Gore igen frem til Wimbledon-finalen i herresingle, og han er derfor også indehaver af rekorden som den ældste finalist (44 år) i den turnering. På trods af sine mange triumfer er det egentlig længden på hans karriere, der placerer Gore blandt tennislegenderne. Eksempelvis deltog han i samtlige Wimbledon-mesterskaber fra 1888 til 1922 og spillede sit sidste Wimbledon-mesterskab som 59-årig i 1927.
Gores første større titel var singletitlen i Scottish Championships i 1892, og han forsvarende med held titlen i udfordringsrunden i 1893. I 1900 vandt Arthure Gore tre gange over Laurie Doherty (i Dublin, Beckenham og Wimbledon) og blev belønnet med kaptajnrollen for Storbritanniens første Davis Cup-hold i 1900. Gore var også med på briternes Davis Cup-hold i 1907 samt i 1912, hvor holdet vandt titlen.
Han vandt singletitlen i Kent Championships to gange – i 1900 ved at besejre Harold Mahoney i finalen, og i 1906 mod A.L. Bentley. I 1900 og 1908 vandt han singletitlen i British Covered Court Championships, der blev spillet i Queen's Club i London – i 1908 ved at besejre newzealænderen Anthony Wilding i udfordringsrunden i fire sæt. Han deltog også i indendørsturneringen ved de olympiske lege i 1912, hvor han nåede til kvartfinalen i herresingle og tabte i bronzekampen i herredouble.
Gore blev valgt ind i International Tennis Hall of Fame i 2006.